# ケイスモ
ケイスモ（スペイン語: queísmo）はスペイン語の従属節で、queの前に来る前置詞、特にdeを省略することである。以下に例文を挙げる。
- Me alegro de que te vayas.（君が立ち去ってくれるのが私はうれしい）の代わりにMe alegro que te vayasと言う
- No me di cuenta de que habías venido.（私は君が来たのに気づかなかった）の代わりに、No me di cuenta que habías venidoと言う
- Estoy de acuerdo en que hay que hacerlo.（それをしなければならないということに私は賛成だ。）の代わりにEstoy de acuerdo que hay que hacerloと言う
- Intentaré convencerte de que siempre te amé.（私が君をずっと愛したことを君にわからせよう）の代わりにIntentaré convencerte que siempre te amé （アントニオ・オロスコの歌より）と言う
- Estoy segura de que esta vez.（私は今度は・・・と確信している）の代わりにEstoy segura que esta vez (パウリナ・ルビオの歌より）と言う

スペイン王立アカデミーはこの用い方は不適切と考えているが、スペインでもラテンアメリカでも話し言葉においては非常に普通の単純化である。規範面から見ると、デケイスモとはまったく反対の間違いであり、時に、この文法現象（デケイスモ）の過剰修正と考えられることもある。フランス語や英語のような他の言語ではJe suis sûr que tu vas venir, I'm sure that you are going to come (Estoy seguro de que vas a venir)（私は君が来ることを確信している）のようにいうことは間違いとは考えられておらず、deやofを省略するが、カスティーリャ語では、スペイン王立アカデミーのような規範化機関がこのような構造を認めていない。
スペイン語を第1言語として話す人が、規範的には前置詞 de（やその他）を使うのかそうでないかということを知る方法として従属節全体をeso（それ）で置き換えるという方法がある。例として、Estoy seguro de (que vienes) （私は（君が来るのを）確信している）→ Estoy seguro de eso.（私はそれを確信している）とする。 Estoy seguro esoの場合意味を成さない。カスティーリャ語を外国語として学ぶ人には記憶するための動詞と前置詞の
リストがある。